# Кашников, Константин Васильевич
Константин Васильевич Кашников (5 марта 1903, Коровино — 1959, Москва) — советский разведчик, генерал-майор ГРУ, начальник 2-го отдела Генерального штаба Народного Войска Польского.

## Биография
Русский. Из рабочих.
Окончил в 1913 году начальное училище, учился в 1921—1924 годах в 11-й Нижегородской пехотной школе Комсостава. В РККА с 1921 года. В 1925—1926 годах — слушатель военно-химических курсов Северокавказского военного округа. Член ВКП(б) с 1928 года.
С октября 1924 по январь 1935 годов — командир взвода, роты и начальник штаба батальона в 38-м и 39-м стрелковых полках. С сентября по октябрь 1925 года участвовал в борьбе против абреков в Чечено-Ингушской АССР, участник ликвидации банды Эмира Гоцинского. В 1931—1932 годах — слушатель штабного курса Стрелково-тактических курсов усовершенствования командного состава РККА, в 1933 году окончил курсы по разведке при Разведывательном управлении штаба РККА, в 1935—1936 годах — Школу разведуправления РККА. Владел английским языком.
В рядах Разведуправления РККА Кашников начал работу в январе 1936 года, в марте назначен помощником начальника западного отделения 5-го отдела (разведорганы ВО и флотов), в июне 1938 года стал начальником отделения. В мае 1939 года назначен заместителем начальника 6-го отделения, в августе 1940 года — заместителем начальника 7-го отделения, в сентябре 1940 года — заместителем начальника разведывательного отдела штаба Прибалтийского особого военного округа.
С начала Великой Отечественной войны занимал пост заместителя начальника разведывательного отдела штаба Северо-Западного фронта, в мае 1942 года назначен его начальником. 20 декабря 1943 года произведён в генерал-майоры. В октябре 1950 года направлен в Войско Польское, до 1955 года возглавлял 2-й (разведывательный отдел) Генерального штаба Народного Войска Польского. Старший военный советник по разведке в ГДР с ноября 1952 по апрель 1955 годов. Награждён орденом Ленина, тремя орденами Красного Знамени, Отечественной войны I степени, двумя орденами Красной Звезды и многочисленными медалями. Награды получил за проделанную работу по подготовке и организации специальной разведки, также внёс большой вклад в раскрытие и разгром Старорусской группировки противника.
Похоронен на Введенском кладбище (17 уч.).